# Lee Seung-hyun
Lee Seung-hyun (kor. 이승현), znany jako Life – południowokoreański gracz w StarCrafta II, zawodnik drużyny KT Rolster. Triumfator Global StarCraft II League, jedyny gracz, który zdobył mistrzostwo MLG w dwóch pierwszych wersjach StarCrafta II, Wings of Liberty i Heart of the Swarm, oraz pierwszy, który wygrał dwie kolejne edycje MLG.

## Kariera
Lee Seung-hyun rozpoczynał karierę w nieistniejącej już drużynie ZeNEX jako najmłodszy wówczas zawodowy gracz w Korei Południowej. W styczniu 2012 roku (w wieku 15 lat i 11 dni) w trakcie 1. sezonu 2012 Global StarCraft II Team League został trzecim najmłodszym zawodnikiem, którego grę pokazano w transmisji telewizyjnej. Latem tego samego roku ZeNEX weszło w skład StarTale, a Lee pierwszy raz w życiu zakwalifikował się do Code S (de facto najwyższy szczebel rozgrywek w Starcrafcie II w Korei Południowej) w ramach Global StarCraft II League (4. sezon edycji 2012). Zajął tam pierwsze miejsce w grupie zarówno w pierwszej, jak i w drugiej fazie, a następnie doszedł do finału, gdzie pokonał Jung Jong-hyuna „Mvp” 4:3.
W listopadzie 2012 roku wygrał swoje pierwsze MLG (MLG Pro Circuit 2012 – Fall Championship), pokonując w finale Lee Dong-nyounga „Leenocka”, a w marcu 2013 zwyciężył w drugim z rzędu turnieju pod egidą MLG – 2013 MLG Winter Championship – gdzie wygrał finałową rozgrywkę z Lee Young Ho „Flashem” 4:2. 13 października został zaś triumfatorem Intel Extreme Masters Season VIII –  New York; w finale pokonał Szweda Johana Lucchesiego „NaNiwę” 4:2.
Na początku roku 2015 przeszedł ze StarTale do KT Rolster.

## Najważniejsze osiągnięcia
- Intel Extreme Masters Season VIII – New York – pierwsze miejsce
- 2013 DreamHack Open: Bucharest – półfinał
- 2013 MLG Winter Championship – pierwsze miejsce
- Iron Squid – Chapter II – pierwsze miejsce
- 2012 GSL Blizzard Cup – pierwsze miejsce
- 2012 MLG Fall Championship – pierwsze miejsce
- GSL, sezon 4. edycji 2012 – pierwsze miejsce